# ボードルア
株式会社ボードルア（英: baudroie,inc.）は、東京都港区に本社を置くITベンチャー企業である。

## 概要
「ボードルア」はフランス語でアンコウを意味する言葉であり、アンコウの生態が「ITを底から支えるインフラストラクチャ分野のガイド役」にも似ていたことから、この名を社名にした。
「ネットワークインフラ技術分野におけるフロントランナーとして、弛まぬ技術革新を推し進め、急速に進化している情報化社会の発展に貢献する」ことを経営理念としている。
クラウドサービスやITセキュリティ等、様々な分野で事業を展開しており、ネットワークをソフトウェアで制御するSDN（Software Defined Network）やNFV（Network Functions Virtualization）の技術を用いて、クラウドサービス宛の通信のトラフィックを軽減、複数拠点間の通信をオーバーレイ方式に自動で変更するといったサービスを提供している。また、企業向けのITコンサルティング事業も行っている。
主要取引先としては、日本電信電話やKDDI、ソフトバンク等を挙げている。
利益率は約15%である。自社サービス導入後の運用保守も収益源としており、ストック型売上が同社全体の売上高の約56%を占めている。
2021年の上場の際の記者会見では、少なくともその後数年間は100人規模の採用を行い、エンジニアとして育成する予定であるとの方針を発表した。
2025年3月10日に東京証券取引所プライム市場へ市場変更。